# George Müller (Honorarkonsul)
George Henry Müller (* 14. Mai 1951 in São Paulo) ist ein schweizerisch-brasilianischer Unternehmer und Honorarkonsul von Japan in Zürich.

## Leben
Müller war der Sohn des japanischen Generalkonsuls Richard Georges Müller (1920–1994), welcher auch Träger des L’Ordre du Trésoire sacré und des Rayon d’Or en Sautoir.
Die japanische Regierung ehrte George Müller, Honorargeneralkonsul von Japan in Zürich, mit dem „Orden der Aufgehenden Sonne, Gold Rays with Neck Ribbon“. Der Orden wurde ihm im Namen von Seiner Majestät, dem Kaiser von Japan, von Herrn Ichiro Komatsu, Botschafter von Japan in der Schweiz, in seiner Residenz am 20. November 2009 verliehen. Müller hat sehr zur Förderung des Austausches und der Stärkung der Freundschaft zwischen Japan und der Schweiz beigetragen.
Müller lebt in Zürich.